# Земля и Вселенная
«Земля́ и Вселе́нная» (издаётся с 1965 года) — российский научно-популярный журнал РАН и Астрономо-геодезического общества. Тематикой журнала являются: астрономия, планетология, любительская астрономия, космонавтика, экология, геофизика и геология. Издательство «Наука», Москва. Периодичность — 6 раз в год, Распространяется только по подписке. Входит в Список научных журналов ВАК Минобрнауки России.
Журнал создан для пропаганды науки, выступления против псевдонауки в области астрономии, развития любительского телескопостроения. В 2015 году журнал отметил 50-летний юбилей.

## История
Редакция журнала начала работать 18 сентября 1964 года, а первый номер вышел в свет в январе 1965 года.
Первым главным редактором на протяжении 23 лет был доктор физико-математических наук Дмитрий Яковлевич Мартынов — директор ГАИШ, президент ВАГО при АН СССР.
С 1989 года до 2000-х годов журнал возглавлял член-корреспондент РАН В. К. Абалакин — в то время директор Пулковской обсерватории; в настоящее время обязанности главного редактора исполняет Л. М. Зелёный.
С 1964 по 2012 годы повседневной деятельностью редакции руководил Ефрем Павлович Левитан — доктор педагогических наук, действительный член Российской академии естественных наук и Российской академии космонавтики им. К. Э. Циолковского, член союза писателей.
В ноябре — декабре 1989 года, тиражом в 50 000 экземпляров в издательстве «Наука», вышел юбилейный 150 номер журнала. Объём журнала тогда был 95 страниц, цена 75 копеек.

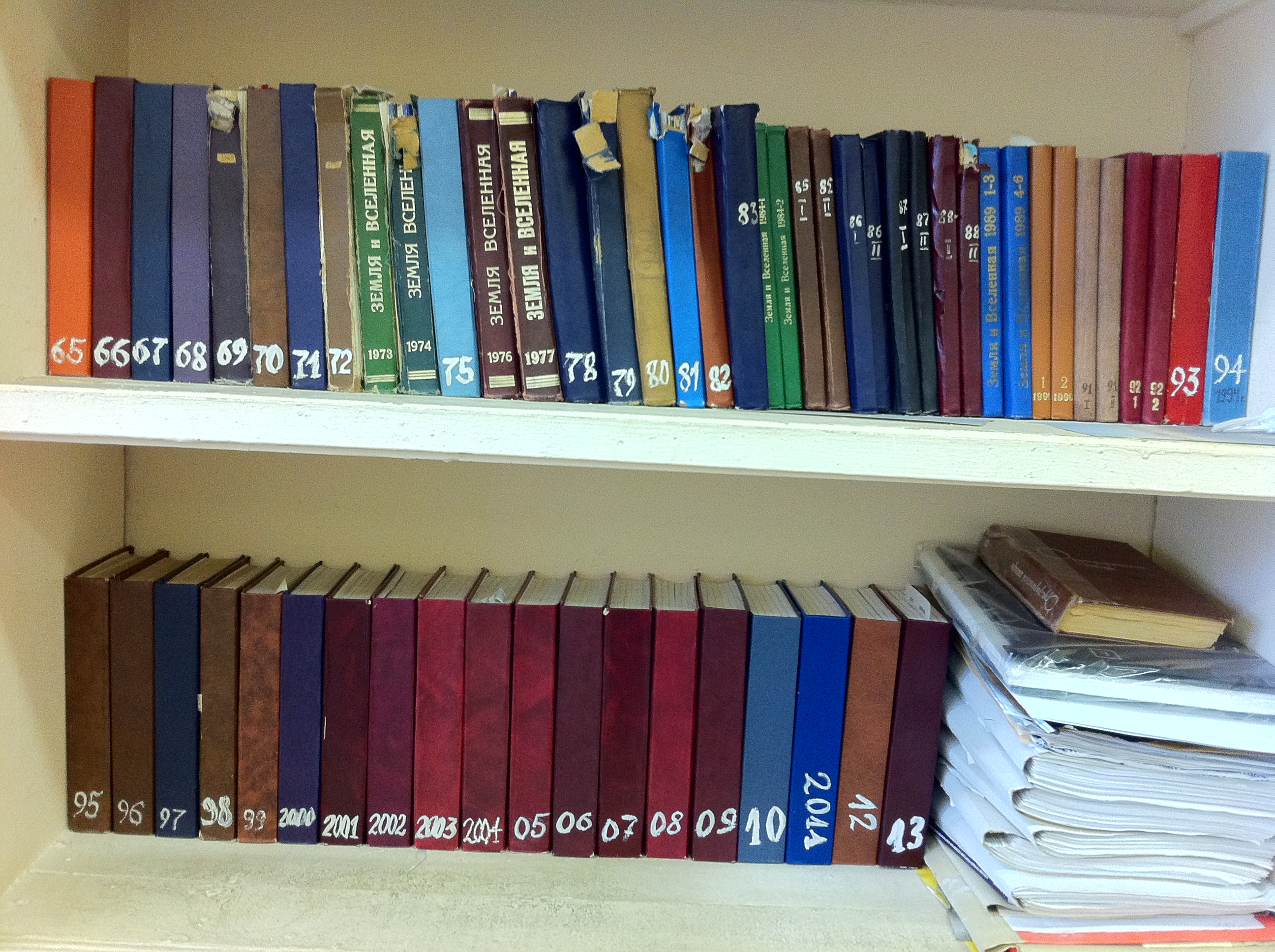
Подшивка журнала «Земля и Вселенная» в редакции

Журнал выпускается издательством «Наука», в последние годы его тираж не превышает 500 экземпляров. Имеется электронная версия, а также архив за 2000—2002 годы.
Журнал распространяется только по подписке (цена одного номера составляет 800—1000 рублей; стоимость годовой подписки на электронную версию на 2018 год — 4714 рублей.). Подписной индекс — 70336 по объединенному каталогу «Пресса России».

## Рубрики

- Астрономия
- Новости науки
- Международное сотрудничество
- Конференции, съезды
- Люди науки
- Из истории науки
- Институты и обсерватории
- Образование
- Новости космонавтики
- Космонавтика XXI века
- Космодромы мира
- Гипотезы, дискуссии, предложения
- По выставкам и музеям
- Любительское телескопостроение
- Любительская астрономия
- Экспедиции
- Погода планеты
- Наши интервью
- Грозные явления природы
- Хроника сейсмичности
- Легенды о звёздном небе
- Небесный календарь
- Против антинаучных сенсаций
- Досье любознательных
- Космическая поэзия
- Фантастика
- Филателия
- В помощь лектору
- Книги о Земле и небе

## Редколлегия
Состав редколлегии (на декабрь 2017 года):
- Перов С. П. — исполняющий обязанности главного редактора, доктор физико-математических наук;
- Котляков В. М. — заместитель главного редактора, русский гляциолог и географ, академик РАН, бывший директор Института географии РАН;
- Виноградов П. В. — лётчик-космонавт РФ;
- Закутняя О. В. — кандидат физико-математических наук;
- Зелёный Л. М. — академик РАН;
- Иванов К. В. — доктор исторических наук;
- Калери, А. Ю. — лётчик-космонавт РФ;
- Лаврова О. Ю. — кандидат физико-математических наук;
- Лутовинов А. А. — доктор физико-математических наук;
- Малков О. Ю. — доктор физико-математических наук;
- Митрофанов И. Г. — доктор физико-математических наук;
- Мохов И. И. — член-корреспондент РАН;
- Новиков И. Д. — член-корреспондент РАН;
- Постнов К. А. — доктор физико-математических наук;
- Родкин М. В. — доктор физико-математических наук;
- Рублёва Ф. Б. — научный директор Московского планетария;
- Собисевич А. Л. — член-корреспондент РАН;
- Соловьёв В. А. — член-корреспондент РАН;
- Черепащук А. М. — академик РАН,
- Шевченко В. В. — доктор физико-математических наук;
- Шустов Б. М. — член-корреспондент РАН

### Редакция
- Рябцева Л. В. — заведующая редакцией.[1]

## Авторы журнала
В журнале публиковались статьи и заметки выдающихся учёных и деятелей науки и техники:
- Авдуевский В. С. — академик РАН
- Агекян Т. А. — советский астроном, профессор
- Амбарцумян В. А. — академик АН СССР, дважды Герой Социалистического Труда
- Бонев Н. — болгарский астроном, президент Международной астронавтической федерации
- Бондарев Л. Г. — доцент Географического факультета МГУ
- Благонравов А. А. — академик АН СССР, дважды Герой Социалистического Труда
- Боярчук А. А. — академик АН СССР, лауреат Государственной премии СССР
- Виноградов А. П. — академик АН СССР, дважды Герой Социалистического Труда
- Воронцов-Вельяминов Б. А. — член-корреспондент Академии педагогических наук РСФСР, засл. деятель науки РСФСР
- Галеев А. А. — академик РАН
- Галимов Э. М. — академик РАН
- Гинзбург В. Л. — академик АН СССР и РАН
- Глушко В. П. — академик АН СССР, дважды Герой Социалистического Труда
- Дольфюс, Одуен — французский астроном
- Зверев М. С. — член-корреспондент АН СССР
- Зигель Ф. Ю. — советский астроном
- Келдыш М. В. — академик АН СССР, трижды Герой Социалистического Труда
- Кринов Е. Л. — советский астроном
- Котляков В. М. — академик РАН
- Мензел Д. — американский астроном
- Мельников О. А. — советский астроном
- Михайлов А. А. — академик АН СССР, Герой Социалистического Труда
- Новиков И. Д. — член-корреспондент РАН
- Оорт Я. — нидерландский астроном (в честь него названы астероид 1691, Облако Оорта, Постоянные Оорта)
- Опарин А. И. — академик АН СССР
- Рыбка, Эугениуш — польский астроном
- Саган К. — американский астроном и популяризатор науки
- Сагдеев Р. З. — академик АН СССР
- Садовский М. А. — академик АН СССР
- Северный А. Б. — академик АН СССР
- Сюняев Р. А. — академик АН Республики Татарстан, Государственная премия России
- Троицкий В. С. — советский радиоастроном, радиофизик
- Урсул А. Д. — академик АН Молдовы
- Уткин В. Ф. — академик АН СССР и АН Украины, дважды Герой Социалистического Труда
- Фесенков В. Г. — академик АН КазССР и АН СССР
- Шкловский И. С. — член-корреспондент АН СССР

и многие другие…